# ابن الخشاب
     لشخصية أخرى تحمل اسم ابن الخشاب، طالع ابن الخشاب (توضيح).

أبو محمد عبد الله بن أحمد، وشهرته ابن الخَشَّاب (492 هـ - 567 هـ / 1099 - 1172م) هو لغوي وشاعر عربي، ولد في بغداد وتوفي فيها. يذكر أنه كان كثير المزاح، يلعب بالشطرنج مع العوام على قارعة الطريق.

## آثاره
من تصانيفه:
- «شرح مقدمة الوزير ابن هبيرة» في النحو، أربع مجلدات.
- «المرتجل في شرح الجمل للزجاجي».
- «الرد على التبريزي في تهذيب الإصلاح».
- «نقد المقامات الحريرية».[2]